# Албертон (Острво Принца Едварда)
Албертон (енгл. Alberton) је варош у канадској провинцији Острво Принца Едварда и део је округа Принс. Варош се налази на крајњем западу острва на обалама залива Сен Лорен на око 93 км северозападно од административног центра провинције града Шарлоттауна. 
Први Европљанин који је ступио на тло данашњег Албертона био је француски поморац Жак Картје. Први насељеници из Акадије доселили су се у ово подручје средином 18. века и основали малено насеље које је 1788. добило назив Луис Таун. Садашње име датира из 1862. и односи се на британског краља Едварда VII који је две године раније (тада као принц) посетио острво. Насеље је 1878. добило статус села, а 1913. и статус варошице.
Према подацима пописа становништва из 2011. у вароши је живело 1.135 становника у 495 домаћинстава, што је за 5% више у односу на попис из 2006. када је регистрован 1.081 становник у вароши.
Привредом варошице и околине доминира риболов и узгој поврћа, посебно кромпира.